# Campagne du Caucase
Ne pas confondre avec Campagne du Caucase (1735) (en), Guerre du Caucase ou Bataille du Caucase (Seconde Guerre mondiale).
Théâtre du Moyen-Orient
Première Guerre mondiale
Batailles
- Offensive Bergmann
- Sarikamis
- Ardahan (en)
- Van
- Manzikert
- Kara Killisse
- Erzurum
- Trébizonde (en)
- Bitlis
- Erzincan
- Expédition allemande
- Sardarapat
- Abaran
- Karakilisa
- Bakou

Front du Moyen-Orient
- Afrique du Nord
- Caucase
- Perse
- Dardanelles
- Mésopotamie
- Sinaï et Palestine
- Arménie
- Ctésiphon (11-1915)
- Kut-el-Amara (12-1915)
- Romani (8-1916)
- Magdhaba (12-1916)
- Révolte arabe
- Rafa (1-1917)
- Bagdad (3-1917)
- 1re Gaza (3-1917)
- 2e Gaza (4-1917)
- Aqaba (7-1917)
- Beer-Sheva (10-1917)
- 3e Gaza (11-1917)
- Jérusalem (12-1917)
- Megiddo (9-1918)
- Damas (9-1918)
- Alep (10-1918)

Front d'Europe de l’Ouest
Front italien
Front d'Europe de l'Est
Front des Balkans
Front africain
Bataille de l'Atlantique
La campagne du Caucase est le théâtre d'opération du Caucase dans le cadre du front du Moyen-Orient durant la Première Guerre mondiale. Elle opposa l'Empire ottoman à l'Empire russe puis la République démocratique d'Azerbaïdjan, la République démocratique d'Arménie, la République de Caspienne centrale et le Royaume-Uni participèrent à ce conflit. La campagne du Caucase s'étendit du Caucase à l'Anatolie orientale jusqu'à Trabzon, Bitlis, Muş et Van. La flotte russe se déploya dans la région de la mer Noire contrôlée par l'Empire ottoman.
Le 23 février 1917 (8 mars dans le calendrier grégorien), l'avancée russe fut stoppée par la révolution russe et par la suite l'armée russe du Caucase en pleine désintégration fut remplacée par les forces armées de l'Arménie nouvellement créée comprenant les volontaires et les irréguliers arméniens. En 1918, la région vit également la création de la République de Caspienne centrale et de la République démocratique d'Arménie, ainsi que l'arrivée d'une armée alliée du nom de Dunsterforce (en) composée de troupes d'élite issues des fronts de Mésopotamie et de l'ouest. L'Empire ottoman et l'Allemagne s'affrontèrent à Batoumi lors de l'arrivée de l'expédition allemande dans le Caucase, dont la mission principale était de sécuriser les champs de pétrole.
Le 3 mars 1918, la signature du traité de Brest-Litovsk mit fin aux hostilités entre l'Empire ottoman et la Russie, et le 4 juin, l'Empire ottoman signa le traité de Batoumi avec l'Arménie. Cependant, il resta en guerre avec la République de Caspienne centrale, l'Arménie orientale ayant fait sécession, et avec la Dunsterforce de l'Empire britannique jusqu'à l'armistice de Moudros signé le 30 octobre 1918.

## Contexte
Le principal objectif de l'Empire ottoman était la reconquête de ses territoires d'Anatolie orientale. Ces régions avaient été annexées par l’Empire russe à la suite de la guerre de 1877-1878. Les objectifs stratégiques étaient la prise d'Artvin, d'Ardahan, de Kars et du port de Batoumi. Un succès dans cette région provoquerait une dispersion des forces de l'armée impériale russe, déjà engagées sur les front de Galicie et de Pologne. Le plan fut donc soutenu par l'Empire allemand qui fournit du matériel à la 3e armée ottomane. Le ministre de la guerre Ismail Enver espérait qu'une victoire ouvrirait la route de Tbilissi et provoquerait le soulèvement des populations musulmanes. L'objectif ottoman, ou plutôt celui des Allemands, était de couper l'approvisionnement en pétrole issu de la mer Caspienne[réf. obsolète].
La Russie avait donné la priorité au front de l'est en matière d'armement et d'effectifs. Elle s'inquiétait d'une campagne ottomane dans le Caucase visant à reprendre Kars et Batoumi qu'elle avait obtenu après la guerre de 1877-1878. En mars 1915, lors d'une rencontre avec le Français Maurice Paléologue et le Britannique George Buchanan (en), Sergueï Sazonov déclara que la Russie revendiquerait en cas de victoire le contrôle de la région de Marmara. La Russie tsariste prévoyait l'expulsion des musulmans de la région et leur remplacement par des cosaques jugés plus fiables.
Les Arméniens étaient sous domination ottomane depuis le XVIe siècle et disposaient d'une relative autonomie dans les régions d'Arménie occidentale où ils étaient majoritaires. Les guerres entre les Russes et les Ottomans firent passer les territoires arméniens historiques sous domination russe. La Première Guerre mondiale et la Révolution russe permirent aux Arméniens de créer la République démocratique d'Arménie. La République de Caspienne centrale fut également une entité arménienne.

## Forces
Les Ottomans disposaient d'une armée basée dans la région, la 3e armée. En 1916, ils envoyèrent des renforts pour former la 2e armée. Ces forces qui comptaient entre 100 000 et 190 000 hommes au début du conflit étaient mal équipées.
Avant la guerre, l'armée russe du Caucase disposait de 100 000 hommes sous le contrôle nominal du gouverneur général du Caucase, Illarion Ivanovitch Vorontsov-Dachkov. Le vrai commandant était cependant le général Nikolaï Ioudenitch. Au début de la guerre, les Russes durent redéployer une grande partie de leurs forces sur le front européen après les défaites de Tannenberg et des lacs de Mazurie. L'Armée du Caucase possédait des généraux arméniens comme Tovmas Nazarbekian ou Movsès Silikian. L'Armée du Caucase se désintégra lors de la Révolution russe en 1917 lorsque les soldats russes désertèrent la ligne de front. Les forces arméniennes se montèrent alors à 150 000 hommes.
À l'été 1914, les unités de volontaires arméniens se trouvaient sous l'autorité des forces russes. Comme les conscrits russo-arméniens avaient déjà été envoyés sur le front de l'est, ces unités étaient uniquement composées d'Arméniens non russes ou de ceux qui n'étaient pas obligés de se battre. Ces troupes étaient dirigées par Andranik Toros Ozanian, Drastamat Kanayan, Archak Gafavian et Sarkis Mehrabian. Leurs effectifs se montaient initialement à 20 000 hommes mais ils s'étoffèrent par la suite. En 1916, Nikolaï Ioudenitch décida d'incorporer ces unités au sein de l'Armée du Caucase.
Le mouvement de libération nationale arménien organisa des forces paramilitaires sous le commandement de Sebastatsi Mourad (en) (arménien : Սեբաստացի Մուրատ). Ces groupes étaient généralement connus sous le nom d'irréguliers arméniens. Boghos Nubar Pacha, le président de l'Assemblée nationale arménienne, déclara à la conférence de paix de Paris en 1919 que ces unités avaient épaulé les unités régulières. La Fédération révolutionnaire arménienne mit également en place des forces militaires.
On trouvait également des milices kurdes dans la région qui se battaient à la fois contre les Ottomans et les Russes.
Lionel Dunsterville fut choisi en 1917 pour commander une force alliée de 1 000 soldats australiens, britanniques, canadiens et néo-zélandais, accompagnés d'automitrailleuses. Cette force avait pour mission de lutter contre l'influence allemande dans le Caucase.

Forces engagées dans la campagne du Caucase.
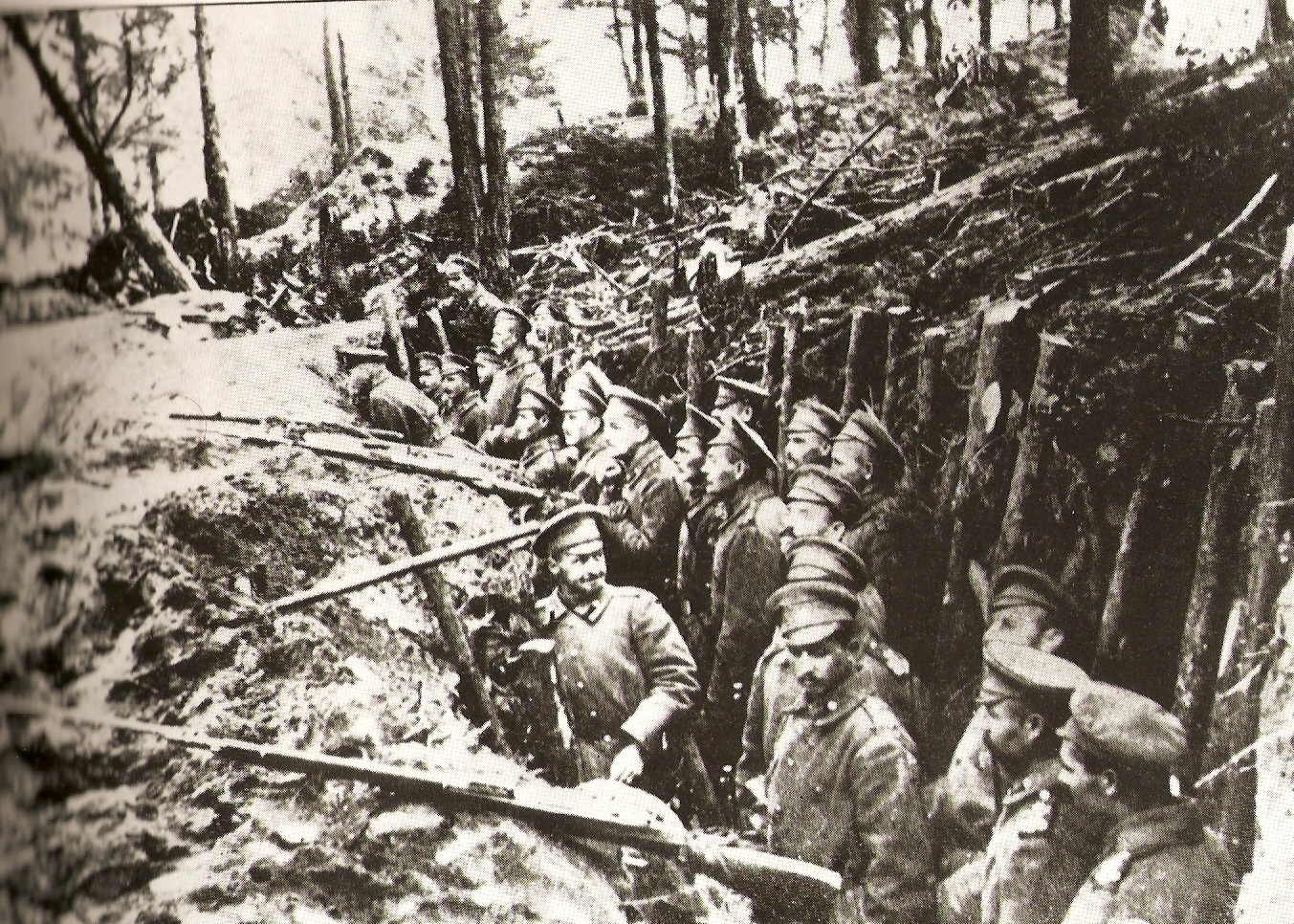
Troupes russes à Sarikamish, 1914.
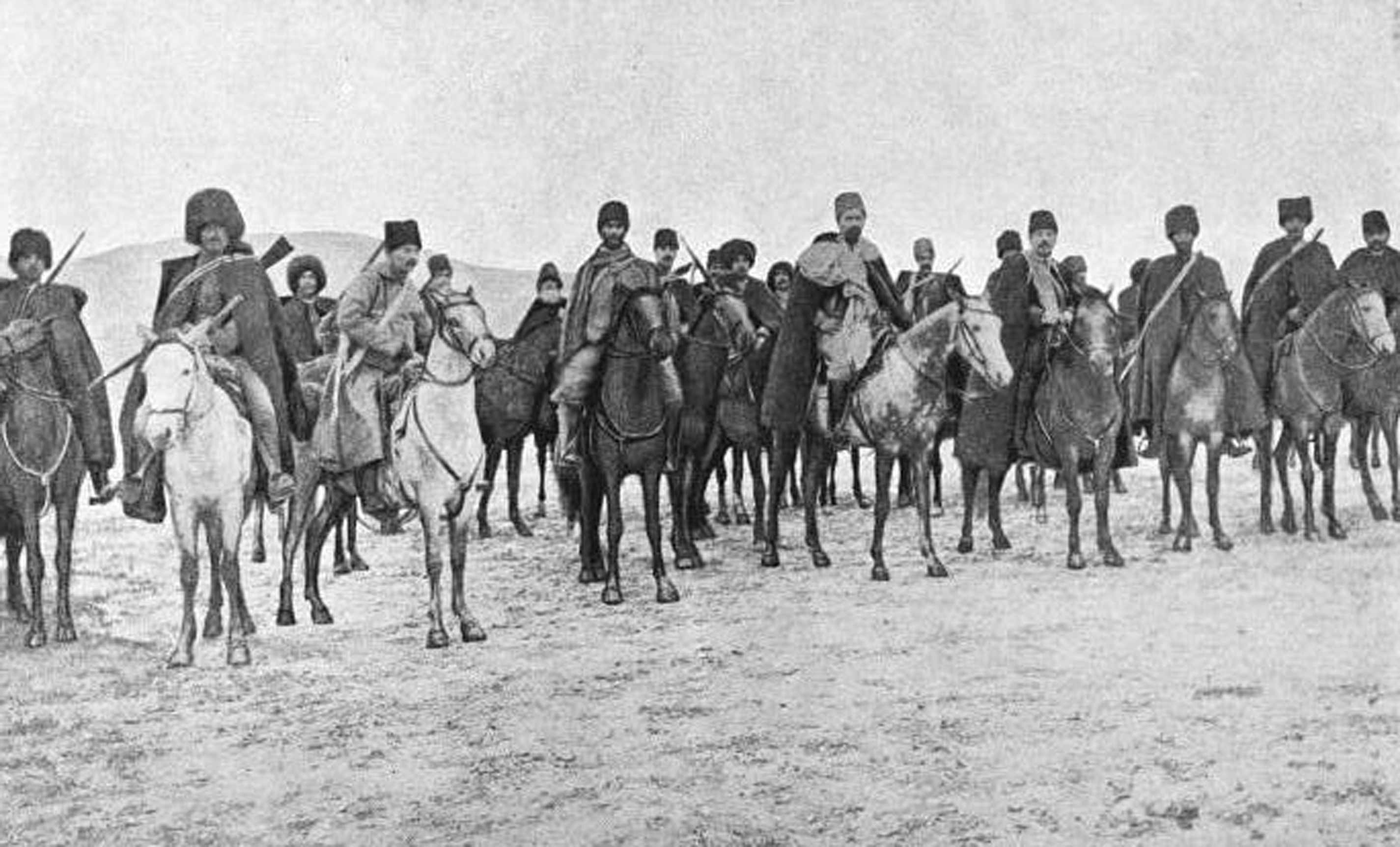
Commandement des volontaires arméniens en 1914.
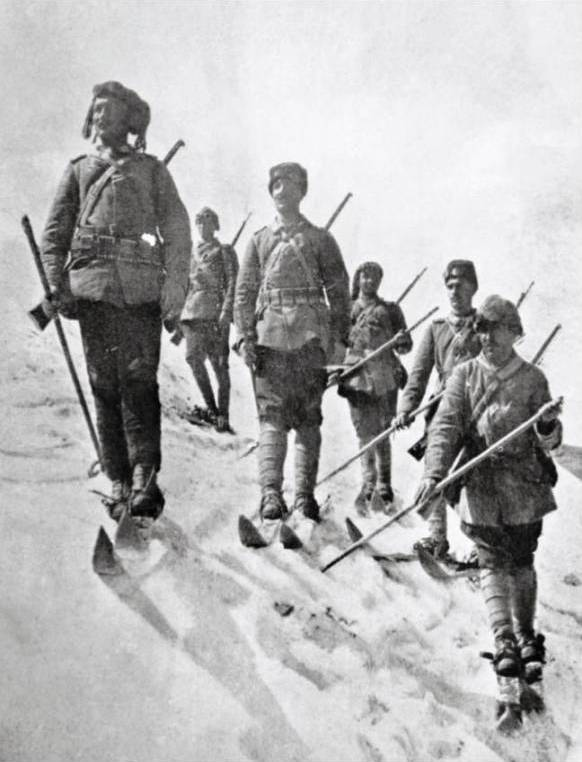
Troupes ottomanes en tenue d'hiver, 1914.
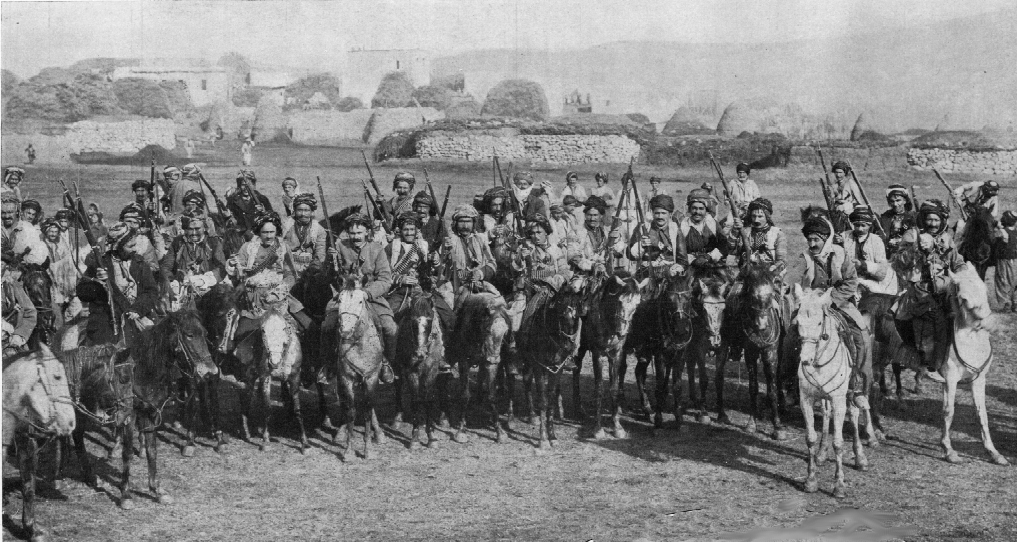
Cavalerie kurde, 1915.

## Opérations militaires

### Préludes
Durant le mois de juillet 1914, des négociations eurent lieu entre le Comité Union et Progrès (CUP) et les dirigeants arméniens du Congrès arménien d'Erzurum. L'Empire ottoman souhaitait obtenir le soutien, sinon la neutralité des Arméniens lors de la guerre avec la Russie en échange d'une plus large autonomie. Les représentants arméniens étaient tout a faits disposés à rester fidèles au gouvernement ottoman mais refusèrent d'inciter les Arméniens de Russie à la révolte. L'historien Erickson écrit qu'après cette rencontre, le CUP fut convaincu des forts liens entre les Arméniens et les Russes.

### 1914
Le 1er novembre, lors de l'offensive Bergmann, les Russes franchirent la frontière et avaient pour objectif les villes de Doğubeyazıt et de Köprüköy. La déclaration de guerre officielle ne fut envoyée que le 2 novembre. Les Russes comprenant 25 bataillons d'infanterie, 37 de cavalerie et 120 canons se déployèrent en deux ailes et prirent Köprüköy dès le 4 novembre. Le commandant de la 3e armée ottomane, Hasan Izzet, n'était pas favorable à une offensive dans le rude climat hivernal et privilégiait une tactique défensive jusqu'au printemps. Cependant, le ministre de la Guerre, Enver Pacha, ordonna une contre-offensive le 7 novembre. Le régiment tribal kurde qui devait renforcer l'armée ottomane se révéla peu fiable. L'offensive s'essouffla et les Russes réalisèrent une percée de 25 km vers Erzurum.
Durant le mois de décembre, Nicolas II de Russie visita le théâtre du Caucase. Le chef de l'Église arménienne et le président du bureau national arménien, Alexandre Khatissian, rencontrèrent l'empereur à Tbilissi :

« De tous les pays, les Arméniens se pressent pour rejoindre les rangs de la glorieuse armée russe, prêts à donner leur sang pour la victoire de l'armée russe... Que le drapeau russe flotte librement sur les Dardanelles et le Bosphore, que les Arméniens sous le joug turc puissent recevoir la liberté, que le peuple arménien de Turquie qui a souffert pour la foi du Christ reçoive la résurrection pour une nouvelle vie,.... »

— Nicolas II de Russie
Le 15 décembre 1914, la ville d'Ardanuch fut capturée. L'opération était commandée par le général allemand Stange. Sa mission était de mener une opération de diversion pour fixer les unités russes et était soutenue par les rebelles Adjars qui avaient capturé les routes. Par la suite, ils durent soutenir la bataille de Sarikamish en coupant les routes de ravitaillement russes entre Sarikamish et Kars. Le 1er janvier, l'unité arriva à Ardahan.
Le 22 décembre à la bataille de Sarıkamış, la 3e armée reçut l'ordre d'avancer sur Kars. Bien qu'il ait reçu des consignes pour reculer, Ioudenitch décida de défendre Sarikamish. Enver Pacha prit le commandement personnel de la 3e armée et lança ses troupes dans la bataille. Cependant l'attaque est mal menée et les Ottomans souffrent du froid intense.

### 1915
Le 6 janvier, les Russes lancèrent une violente contre-attaque, le quartier-général de la 3e Armée se trouva pris sous le feu ennemi. Hafız Hakkı Pacha ordonna une retraite totale. La bataille de Sarıkamış est un désastre. Seule 10 % de l'armée parvint à se replier sur ses positions initiales. Enver Pacha abandonna le commandement des opérations et accusa les Arméniens de la région d'être aux côtés des Russes après son retour à Constantinople. Le 18, le général Stange quitta la région d'Ardahan mais resta derrière les lignes ennemies jusqu'au 1er mars 1915.

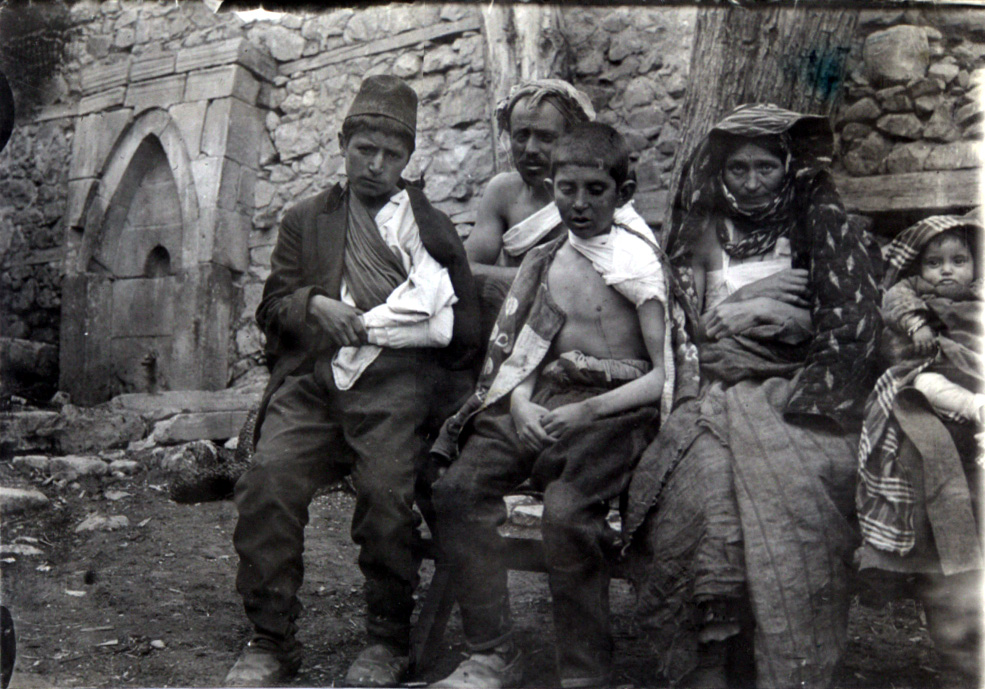
Réfugies musulmans de Hasankale, 1915

En février, le général Ioudenitch fut récompensé pour cette victoire et reçut le commandement de toutes les forces russes dans le Caucase. Les Alliés (France et Grande-Bretagne) demandèrent aux Russes d'alléger la pression sur le front de l'Ouest et la Russie demanda aux Alliés d'alléger la pression sur le front du Caucase par une attaque navale. Les opérations navales en mer Noire et la bataille des Dardanelles permirent aux Russes de se renforcer. Le 12 février, le commandant de la 3e Armée, Hafız Hakkı mourut du typhus et fut remplacé par Mahmut Kamil Pacha. Il eut pour mission de remettre l'armée en ordre. La 3e Armée anéantie reçut de faibles renforts de la 1re et de la 2e armée car la bataille de Gallipoli était prioritaire. Les Russes s'emparèrent d'Eleşkirt, Ağrı et Doğubeyazıt sans que les Ottomans épuisés ne puissent s'y opposer.

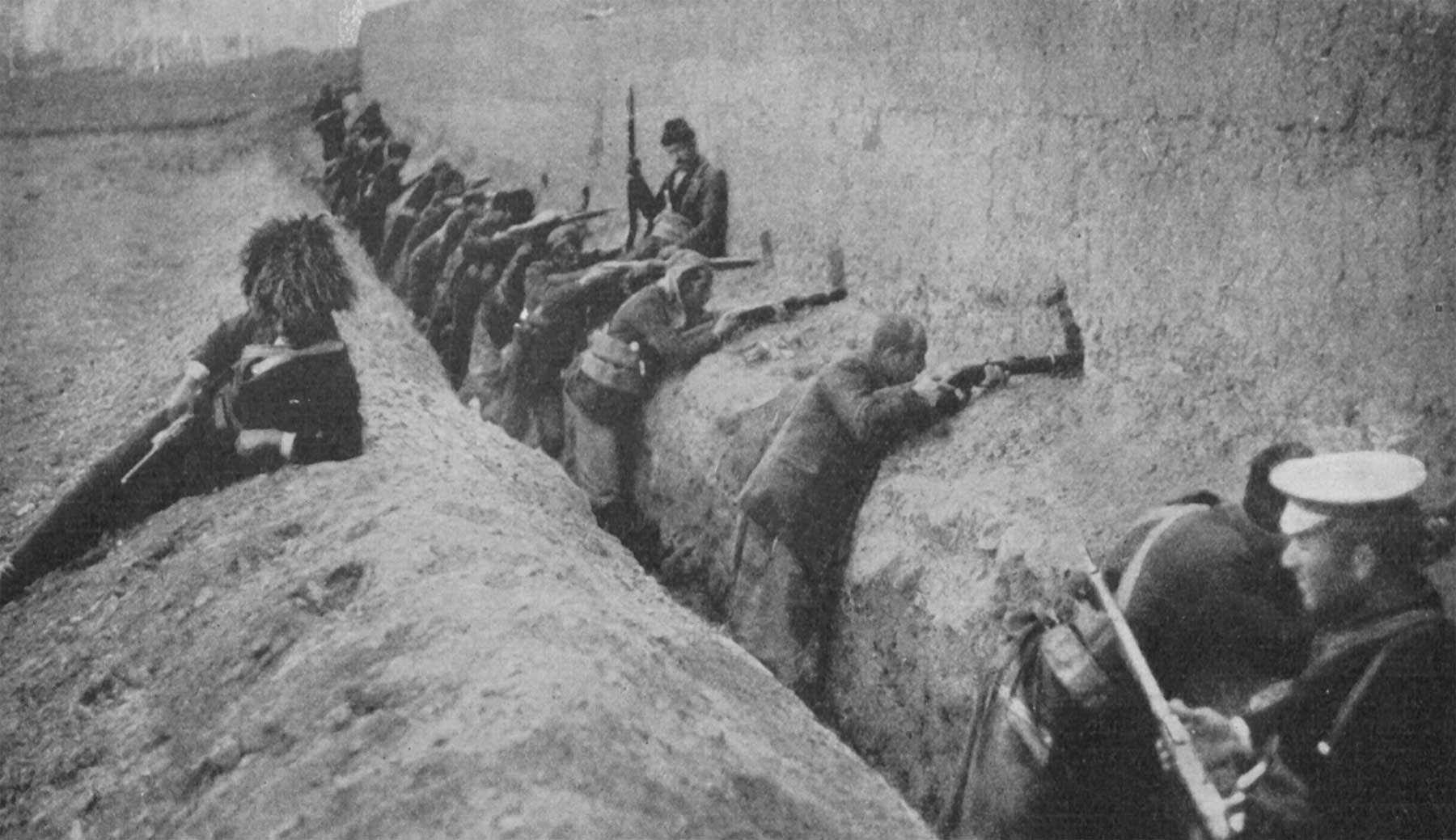
Résistance de Van, troupes arméniennes occupant une ligne de défense contre les Turcs dans la ville en mai 1915.

À Van, le gouverneur ottoman ordonna des massacres d'Arméniens sous le prétexte d'intelligence avec l'ennemi et de désertion. Le 20 avril, la résistance arménienne s'organisa dans la ville. Les défenseurs arméniens au nombre de 1 500 avaient pour mission la protection des 30 000 résidents et des 15 000 réfugiés avec 300 fusils, 1 000 pistolets et des armes anciennes. Le général Ioudenitch commença son offensive le 6 mai, une aile de son armée devait avancer vers le lac de Van pour secourir les Arméniens de Van. Le 21 mai, l'armée libère la ville après trois semaines de siège qui ont fait près de 55 000 morts. Aram Manoukian met en place un gouvernement provisoire. Une fois Van sécurisée, les combats se déplacèrent vers l'ouest.
Le 24 avril, le ministre de l'Intérieur Talaat Pacha signa le décret du 24 avril (connu sous le nom de dimanche rouge par les Arméniens), prétendant que les Arméniens de cette région s'étaient soulevés avec le soutien des Russes. Ce décret est le point de départ du génocide arménien. Le 27 mai, la loi Tehcir ordonna la déportation de tous les Arméniens de la région vers la Syrie.

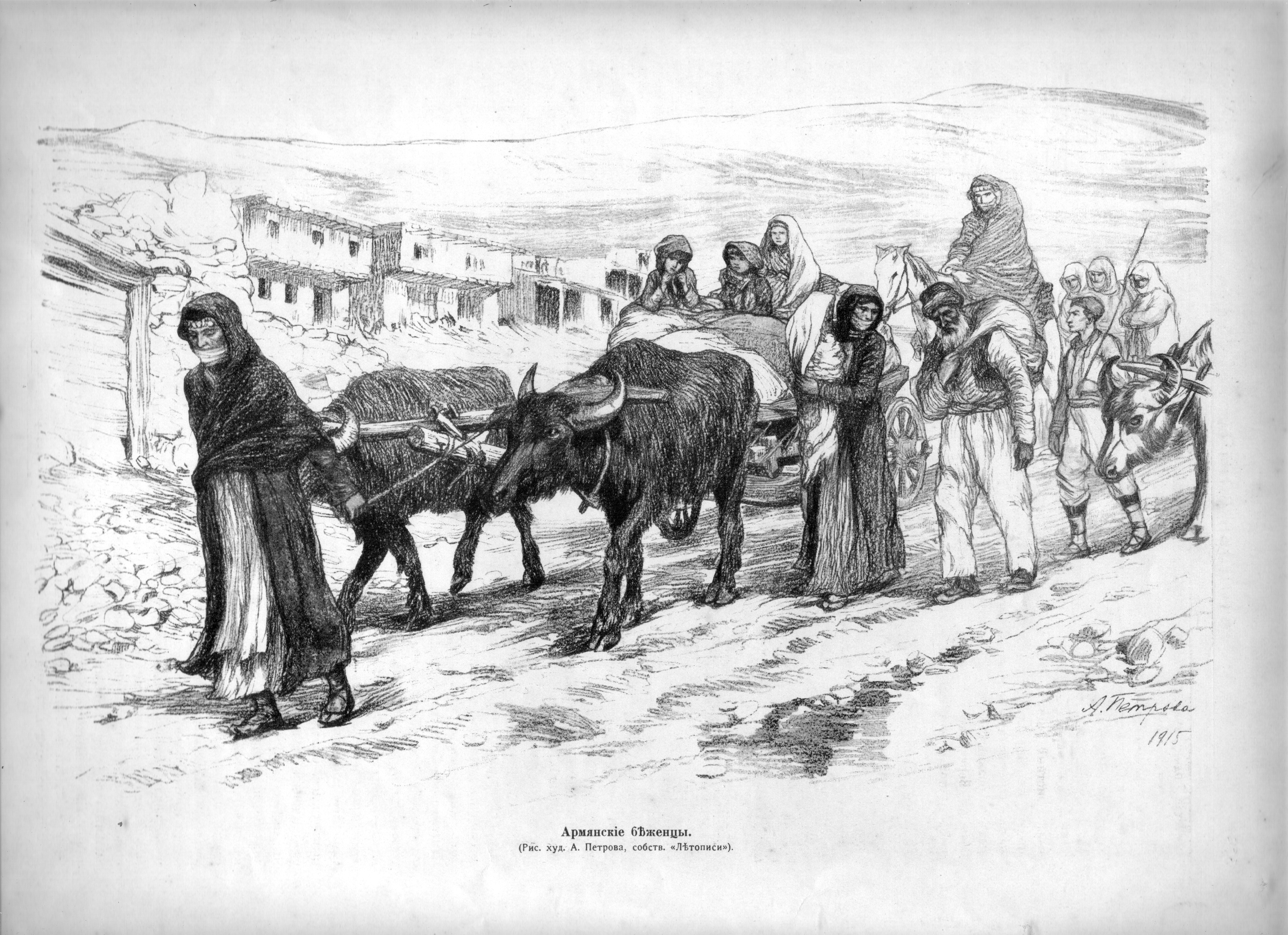
Réfugies arméniens de Van fuyant l'avancée ottomane. Près de 250000 d'entre eux suivirent les Russes dans leur retraite au mois d'août 1915.

Les troupes russes imprudemment avancées dans les montagnes au nord du lac de Van subirent de violentes contre-attaques et furent repoussées à la bataille de Kara Killisse. Ils durent donc évacuer Van, laissant la ville sans autre défense que les milices arméniennes. 200 000 civils s'enfuirent à la suite de l'armée russe, 40 000 en sont morts. Les Ottomans prirent la ville fin août mais furent chassés un mois plus tard par une nouvelle offensive russe. Le front se stabilisa jusqu'à la fin de l'année et Ioudenitch exploita ce calme pour renforcer son armée. Au début de 1916, ses forces atteignaient 200 000 hommes et 380 canons. De l'autre côté, la bataille de Gallipoli absorbait toutes les ressources ; la décision d'Enver Pacha de considérer ce front comme secondaire fit que les renforts furent très faibles. Le 1er janvier, les forces ottomanes comptaient 120 000 hommes mais seulement 74 000 fusils et 180 canons.

### 1916

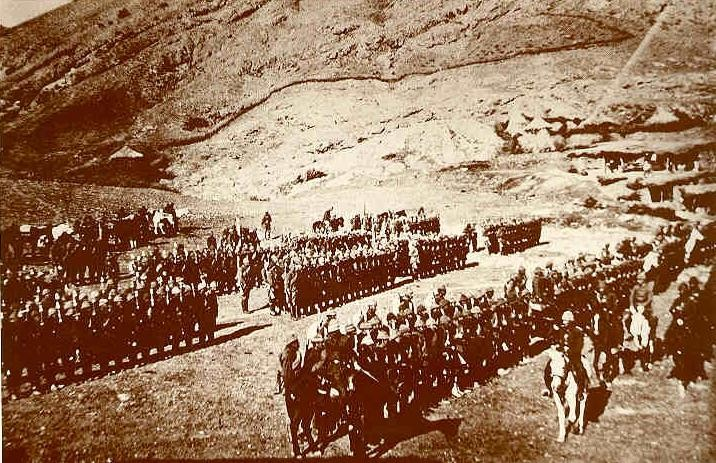
Mustafa Kemal Atatürk à Bitlis.

Au début janvier, Ioudenitch quitta secrètement ses quartiers d'hiver et avança vers la forteresse ottomane d'Erzurum. L'hiver n'est pas le meilleur moment pour attaquer dans cette région. Le froid mordant et les mauvaises routes avaient grandement contribué à l'anéantissement de la 3e Armée l'année précédente. Le général Ioudenitch vit cela comme une opportunité et écrasa une division ottomane à la bataille de Koprukoy (en) entre le 10 et le 18 janvier. Le 16 février, Mahmut Kamil fut obligé de retirer son armée d'Erzurum du fait de son infériorité numérique.

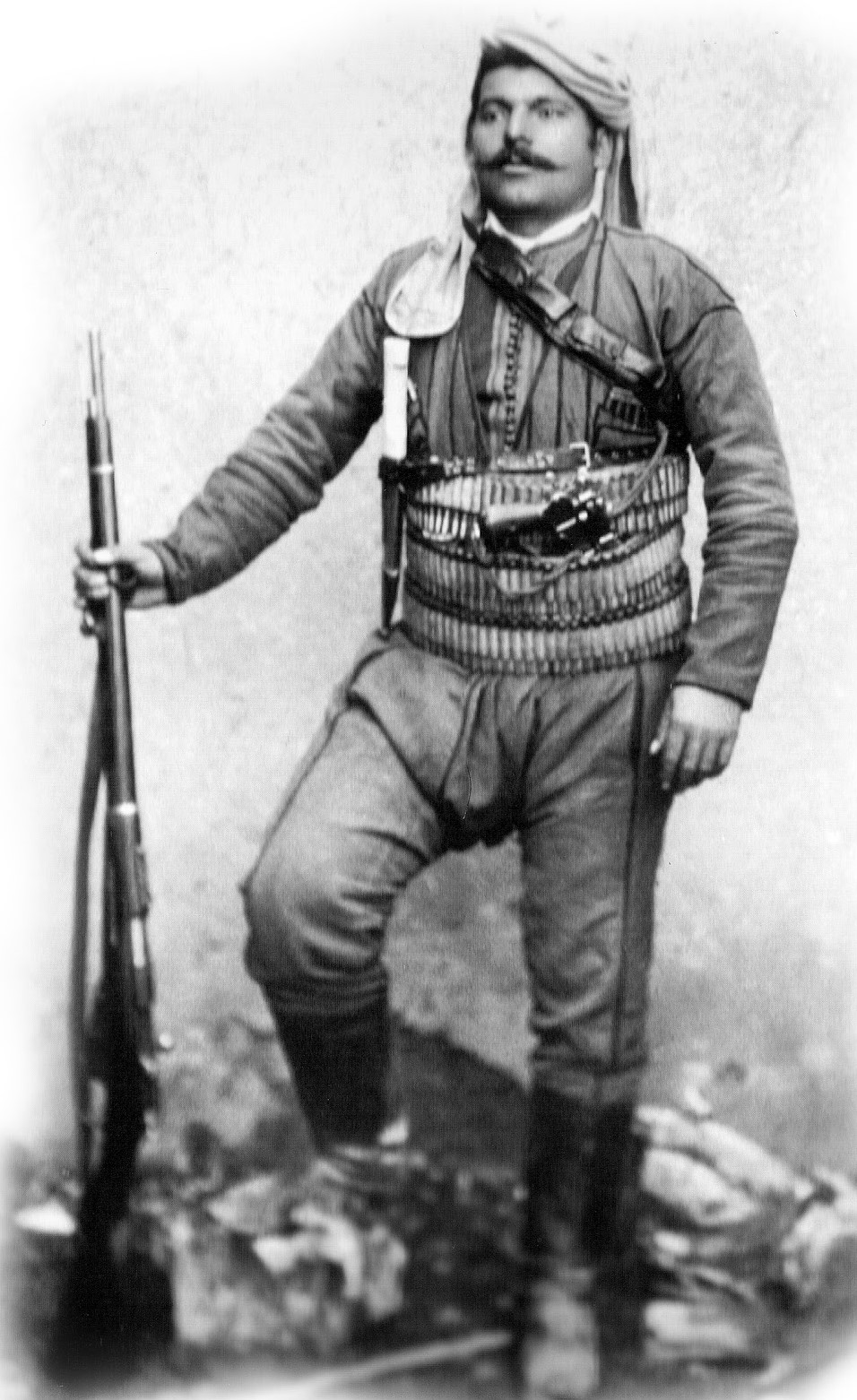
Mourad de Sebastia, meneur des milices arméniennes.

En avril, l'Armée du Caucase avança vers le nord pour capturer Trabzon. L'autre branche de l'offensive avança vers Muş et Bitlis. Ces unités repoussèrent la 2e Armée loin en Anatolie après la bataille de Bitlis. La ville était la dernière place forte de l'Empire ottoman empêchant les Russes d'entrer en Anatolie et Mésopotamie.
En juillet, le général Ioudenitch dut contrer des offensives ottomanes en lançant sa propre attaque vers Erzincan qui tomba la 2 juillet. L'offensive turque vers Trabzon fut arrêtée pour essayer de stabiliser le front. En août, Mustafa Kemal tout juste nommé réussit à recomposer l'armée et à stabiliser le front. Néanmoins, ses offensives échouèrent du fait des problèmes de ravitaillement et s'il parvint à reprendre Muş et Bitlis en août, il doit les céder à la fin de l'automne.
La fin de l'année est relativement calme car les deux camps épuisés consolident leurs positions. De plus, l'hiver particulièrement rude empêcha tout combat.

### 1917
La situation militaire n'évolua pas au printemps 1917, les plans d'attaques russes ne furent jamais mis en place. Cependant la Russie était plongée dans une tourmente sociale et politique qui mena à la Révolution russe. Le chaos qu'elle engendra mit fin à toutes les opérations militaires et les forces russes commencèrent à se désintégrer car les soldats refusaient de continuer la guerre. De plus, une nouvelle épidémie de typhus, de scorbut et de choléra aggrava la situation de l'Armée du Caucase.
Jusqu'à la Révolution russe de 1917, une offensive ottomane dans le Caucase était inimaginable. Après Sarıkamıs, les unités ottomanes étaient « quasiment toujours » en situation difficile et tentaient de maintenir leurs positions. Elles ne pouvaient pas non plus tirer profit de la situation politique en Russie du fait de la pression britannique en Palestine et en Mésopotamie.
Le 1er mars, l'ordre « numéro 1 » voté par le Soviet de Petrograd incluait des paragraphes concernant la démocratisation de l'armée. Ceux-ci permettait aux unités militaires d'élire leurs représentants. Le 9 mars 1917, le Comité spécial de Transcaucasie est mis en place avec Vasily Kharlamov (en) à sa tête par le gouvernement provisoire comme étant la plus haute division administrative de Transcaucasie. Le nouveau gouvernement réassigne le général Ioudenitch en Asie centrale mais celui-ci quitte l'armée après cette mutation.
Durant l'été, l'administration de l'Arménie occidentale soutint une conférence pour former une milice de 21 000 hommes sous le commandement d'Andranik avant décembre 1917. La 1re brigade de la division Andranik était composée des régiments Erzincan et Erzurum. La 2e brigade était composée des régiments Khnous et Alashkert. La 3e brigade était de Van.

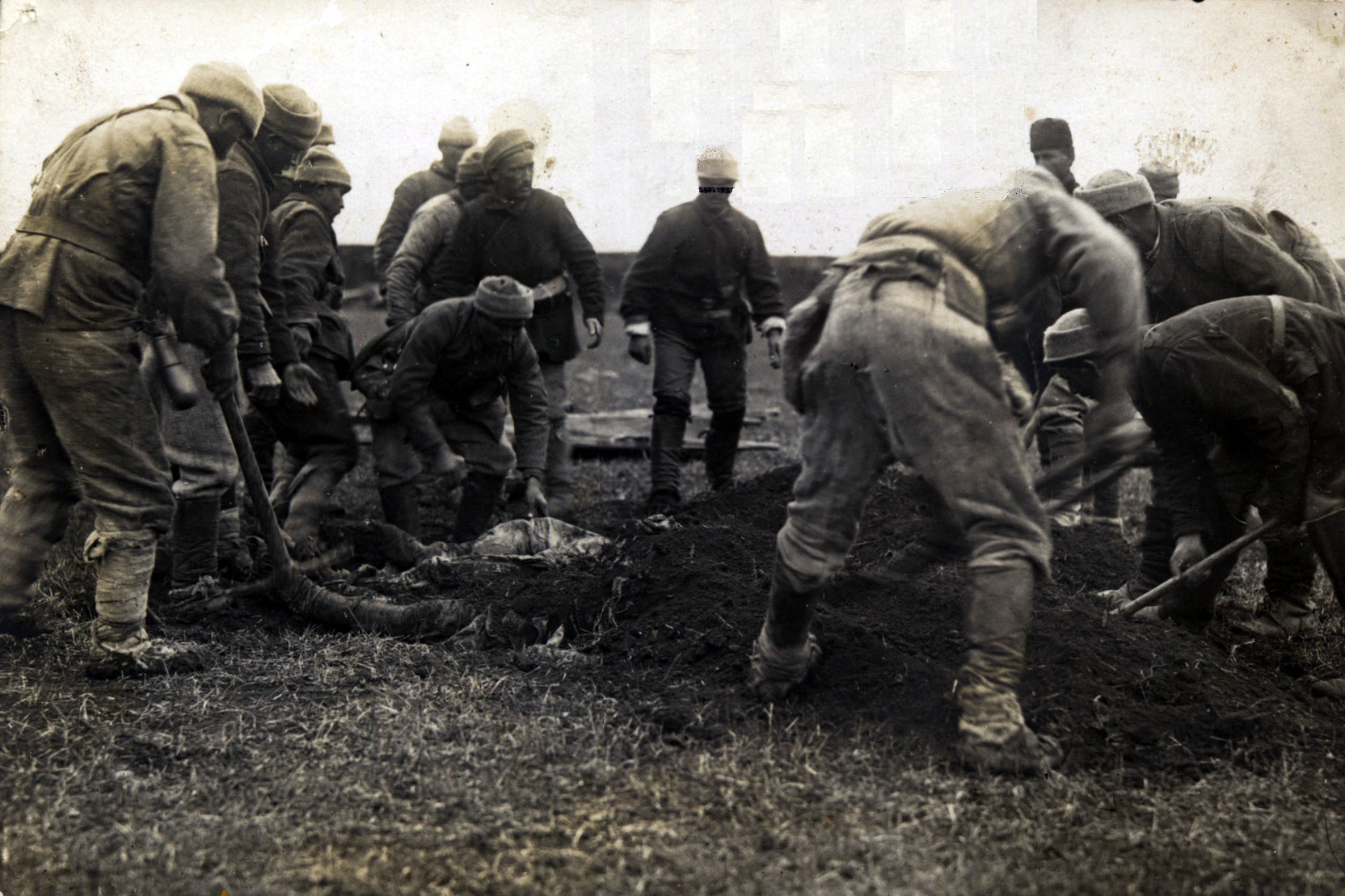
Soldats ottomans enterrant des civils musulmans.

Le 14 septembre 1917, l'Armée russe dans la région n'existait plus. Vers la fin de l'automne, le commandant en chef du Front du Caucase Przhevalskii ordonna aux unités arméniennes et géorgiennes de rejoindre l'armée pour ralentir la désintégration. Les problèmes de démoralisation de l'Armée russe (tous les fronts connaissaient la même difficulté) étaient liées à la décision du gouvernement provisoire de poursuivre la guerre et cela facilita la prise du pouvoir par les Bolcheviks. En novembre 1917, le premier gouvernement de Transcaucasie (Seïm) fut mis en place à Tbilissi et remplaça le Comité spécial de Transcaucasie à la suite de la révolution d'Octobre.
Le Seïm de Transcaucasie fut dirigé par le menchevik Nikolaï Chkheidzé mais ne put empêcher la désintégration de l'armée russe dans la région en de nombreuses petites forces nationales. Les Arméniens prévoyaient de conserver leur indépendance en étant soutenus par les Alliés et la Russie et établir leur force militaire avec le soutien de l'armée russe. Le général Nazarbekov fut choisi comme commandant en chef de l'armée de 32 000 réguliers et de 40 000 miliciens. L'armée russe abandonna 160 canons, 180 mitrailleuses et 160 millions de cartouches.
Le 23 octobre, au moment de la révolution d'octobre, la 3e armée ottomane tenait un front de 190 km des montagnes de Munzur à la mer Noire mais le manque de tous les éléments nécessaires à la guerre empêchait les Ottomans de lancer une offensive. Le front était bloqué.
Le 5 décembre 1917, l'armistice d'Erzincan est signé entre la Russie et les Ottomans à Erzincan et met fin à la guerre entre les deux pays. Entre décembre et février, les régiments arméniens remplacèrent les troupes russes qui rentraient en Russie en abandonnant leur matériel. Après la nationalisation (ou la démocratisation de l'armée), il n'y avait plus de forces militaires russes à la fin 1917.
Au début de 1918, les puissances alliées, les cosaques, les Géorgiens et les Arméniens étaient disposés à construire une ligne de résistance commune contre les Ottomans. Dans le cas d'un accord entre la Russie et l'Empire ottoman, ce fut la seule stratégie pour continuer à lutter contre les Ottomans. Les Arméniens qui conservèrent leurs positions dans la région après le retrait des soldats russes du front du Caucase reçurent 1 million de roubles de la part de la Grande-Bretagne.

### 1918
Le 1er janvier, l'Ittihad favorable à une union des musulmans de Russie se rapprocha des bolcheviks. Maintenant que l'armée russe était partie, de vastes territoires du sud étaient sans défense. À la fin janvier, les troupes de Nazarbekian occupaient les avant-postes majeurs entre Erevan, Van et à Erzincan. Vehib Pacha fit face aux troupes arméniennes.
En février, Tovmas Nazarbekian devint commandant du Front du Caucase et Andranik Toros Ozanian prit le commandement des forces arméniennes à l'intérieur du territoire ottoman. L'offensive ottomane commença le 5 février sur une ligne allant de Tirebolu à Bitlis. Les territoires furent repris aux Arméniens. Kelkit fut libéré le 7 février, Erzincan, le 13, Bayburt, le 19, Tercan le 22 et le grand port de la Mer Noire, Trabzon tombe le 25 malgré les renforts arrivant par la mer. Erzurum est prise le 12 mars après une forte résistance arménienne. Au début de mars 1918, les troupes ottomanes étaient revenues à la frontière d'avant-guerre.

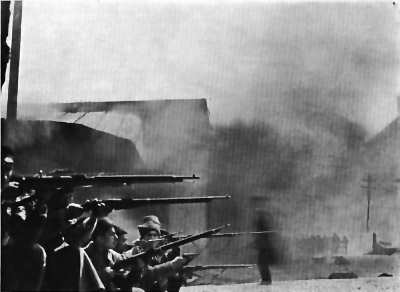
Soldats arméniens lors des événements de mars.

Le 3 mars, le grand vizir Talat Pacha signa le traité de Brest-Litovsk avec la RSFS de Russie. Il était précisé que la Russie devait céder Batoumi, Kars, Ardahan. Ces territoires avaient été capturés par la Russie lors de la Guerre russo-turque de 1877-1878. Il était également précisé que la Transcaucasie devait être indépendante. De plus, une clause secrète obligeait la Russie à démobiliser les forces arméniennes.

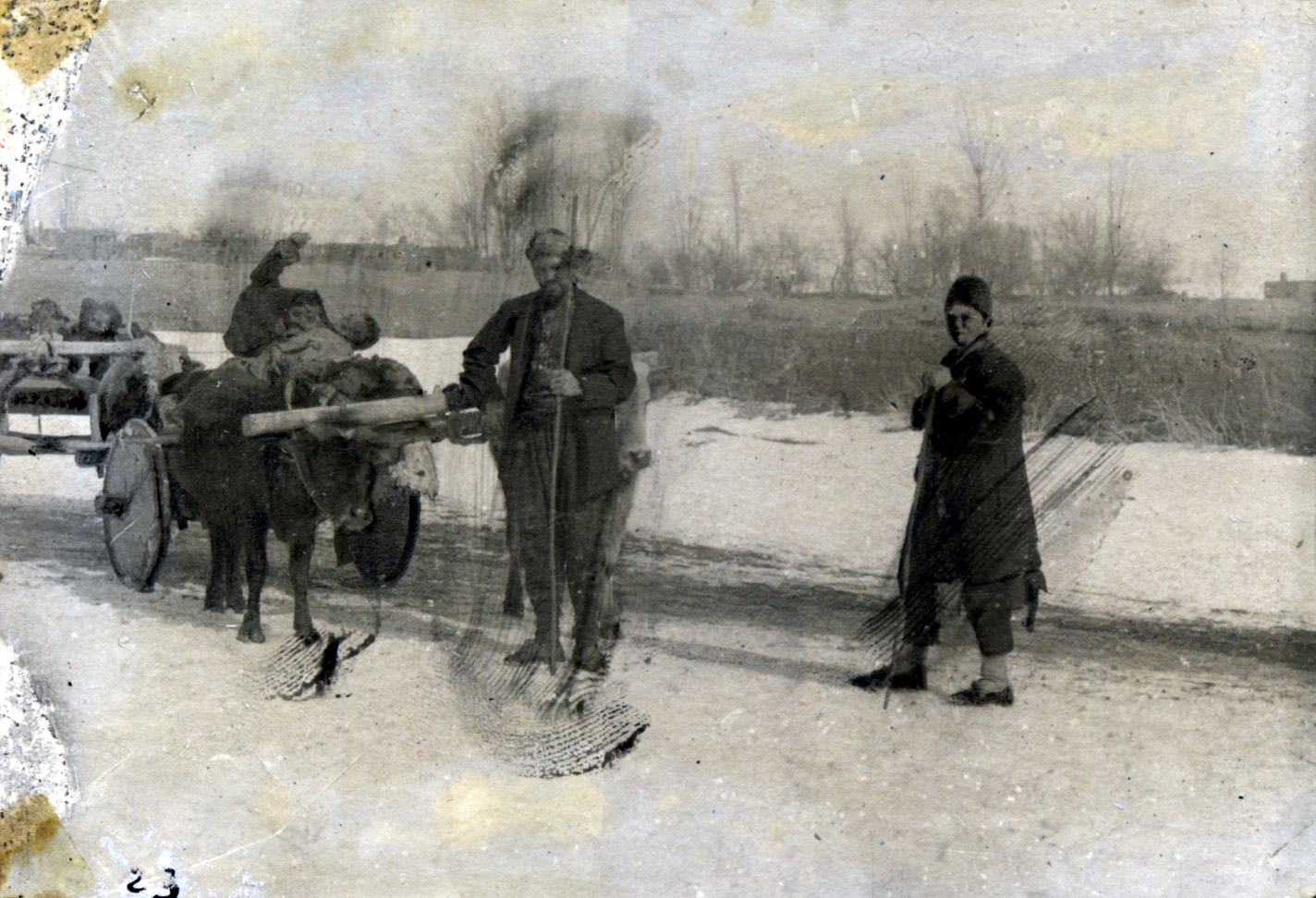
Ramassage de corps de civils musulmans d'Erzincan.

Entre le 14 mars et avril 1918, la conférence de Trabzon rassembla l'Empire ottoman et la Transcaucasie. Enver Pacha offrit de renoncer à toutes ses ambitions sur le Caucase en échange de la reconnaissance des ré-acquisitions turques en Anatolie orientale comme prévu dans le traité de Brest-Litovsk. Le 5 avril, le chef de la délégation transcaucasienne Akaki Tchenkéli accepta le traité de Brest-Litovsk comme base pour plus de négociations et pressa le gouvernement d'accepter cet accord L'état d'esprit qui prévalait à Tbilissi était cependant très différent et le gouvernement se considérait déjà en état de guerre avec l'Empire ottoman.
Le 11 mai, une nouvelle conférence s'ouvrit à Batoumi. À cette conférence, les ottomans accrurent leurs ambitions et revendiquaient maintenant Tbilissi, Alexandropol et Etchmiadzin ainsi que la construction d'une ligne de chemin de fer pour connecter Kars, Djoulfa et Bakou. Les membres arméniens et géorgiens de la délégation commencèrent à ne plus s'entendre. Le 21 mai, les ottomans reprirent leur offensive qui mena aux victoires arméniennes lors des batailles de Sardarapat, Karakilisa et d'Aparan. Le 4 juin, la République démocratique d'Arménie dut signer le traité de Batoumi. Bien que les Arméniens aient réussi à infliger une série de défaites aux ottomans, les forces turques n'étaient qu'à quelques kilomètres de la capitale Erevan. Dans ce traité, l'Empire ottoman reconnaissait l'indépendance de l'Arménie mais celle-ci devait renoncer à ses ambitions sur l'Anatolie orientale. Le 26 mai 1918, la Géorgie se retira de la fédération et proclama son indépendance encouragée par la mission allemande menée par Friedrich Kress von Kressenstein et Friedrich-Werner von der Schulenburg. Deux jours plus tard, l'Azerbaïdjan prend son autonomie. La Transcaucasie n'existe donc plus. Le même jour, la Géorgie signe le traité de Poti avec l'Allemagne. Celle-ci reconnait l'indépendance de la Géorgie et s'engage à la protéger en échange d'un accord de libre passage pour les troupes allemandes et de grandes facilités économiques.

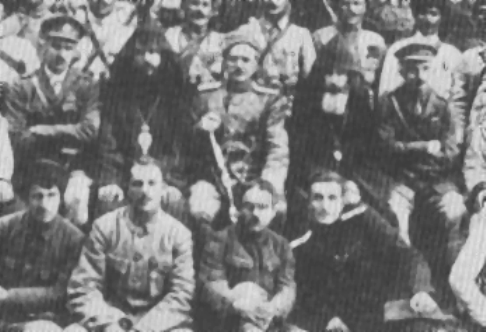
En 1918, Andranik Toros Ozanian résista aux offensives ottomanes et permit à l'Arménie de s'étendre vers l'est.

En juin, la république d'Arménie signa le traité de Batoumi. Cependant, sous l'impulsion d'Andranik Toros Ozanian, les Arméniens de la région montagneuse du Karabagh résistèrent tout au long de l'été à la 3e armée ottomane et installèrent un gouvernement indépendant à Chouchi.
L'arrivée des troupes allemandes en Géorgie en juin 1918 coïncida avec la montée de la rivalité germano-ottomane à propos des ressources et de l'influence dans le Caucase, en particulier sur les champs de pétrole de Bakou. Vehib Pacha reprit son offensive et fut confrontée à une force germano-géorgienne. Le 10 juin, la 3e Armée attaqua et fit de nombreux prisonniers, ce qui mena à des menaces officielles de Berlin l'invitant à retirer ses troupes. Le gouvernement turc réorienta donc ses forces vers l'Azerbaïdjan et l'Iran. Une délégation géorgienne partit pour Berlin afin de négocier un traité final mais celui-ci fut rendu caduc par la défaite de l'Allemagne en novembre 1918.

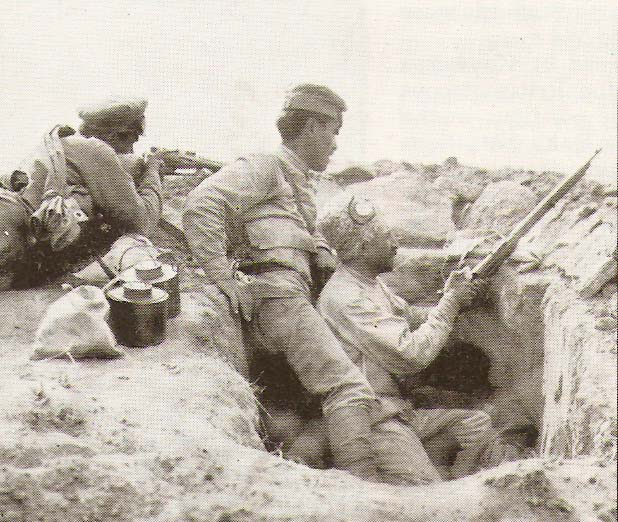
Défenseurs arméniens lors de la bataille de Bakou.

Les ambitions turques dépassaient le cadre de la simple reconquête de territoires perdus 40 années plus tôt. Une nouvelle force fut créée en mars 1918 et nommée l'armée islamique du Caucase qui en réalité ne comptait pas plus de 25 000 hommes. Celle-ci était entièrement composée de musulmans dont la plupart parlaient turc. Elle attaqua la République de Caspienne centrale et avait pour objectif Bakou. L'Allemagne était fortement opposée à cette nouvelle offensive car elle considérait que tout le sud de la Russie était dans sa zone d'influence. L'Armée de l'Islam avança jusqu'à Bakou où elle affronta les forces britanniques (en) et les troupes arméniennes. La ville tomba le 14 septembre.
En octobre, les troupes ottomanes essayèrent de détruire les troupes arméniennes du Karabagh sous le commandement d'Andranik jusqu'à l'armistice de Moudros. Les combats furent indécis mais l'arrêt des combats permit à Andranik d'assurer le contrôle d'un corridor à travers le Nakhitchevan.
Le 30 octobre, l'armistice de Moudros fut signé et mit fin à la campagne du Caucase. À la fin de la guerre, l'Empire ottoman, défait sur les fronts de Mésopotamie, de Palestine et de Perse avait repris tous les territoires des confins caucasiens qu'il avait perdus au début de la guerre.

## Conséquences
L'Empire ottoman fut finalement vaincu par les Alliés mais les frontières du Caucase n'étaient pas encore fixées. Deux ans après l'armistice, le traité de Sèvres fut signé entre les Alliés et l'Empire ottoman le 10 août 1920. Cependant, ce traité très dur pour la Turquie ne fut jamais appliqué et fut remplacé par le traité de Kars en octobre 1921. Les différents États du Caucase se livrèrent une série de guerres sur des motifs territoriaux. La guerre d'indépendance turque menée par Mustapha Kemal se termina par la signature du traité d'Alexandropol entre la Turquie et l'Arménie qui permit à la Turquie de conserver la plupart de ses territoires en Anatolie orientale.

### Soviétisation du Caucase

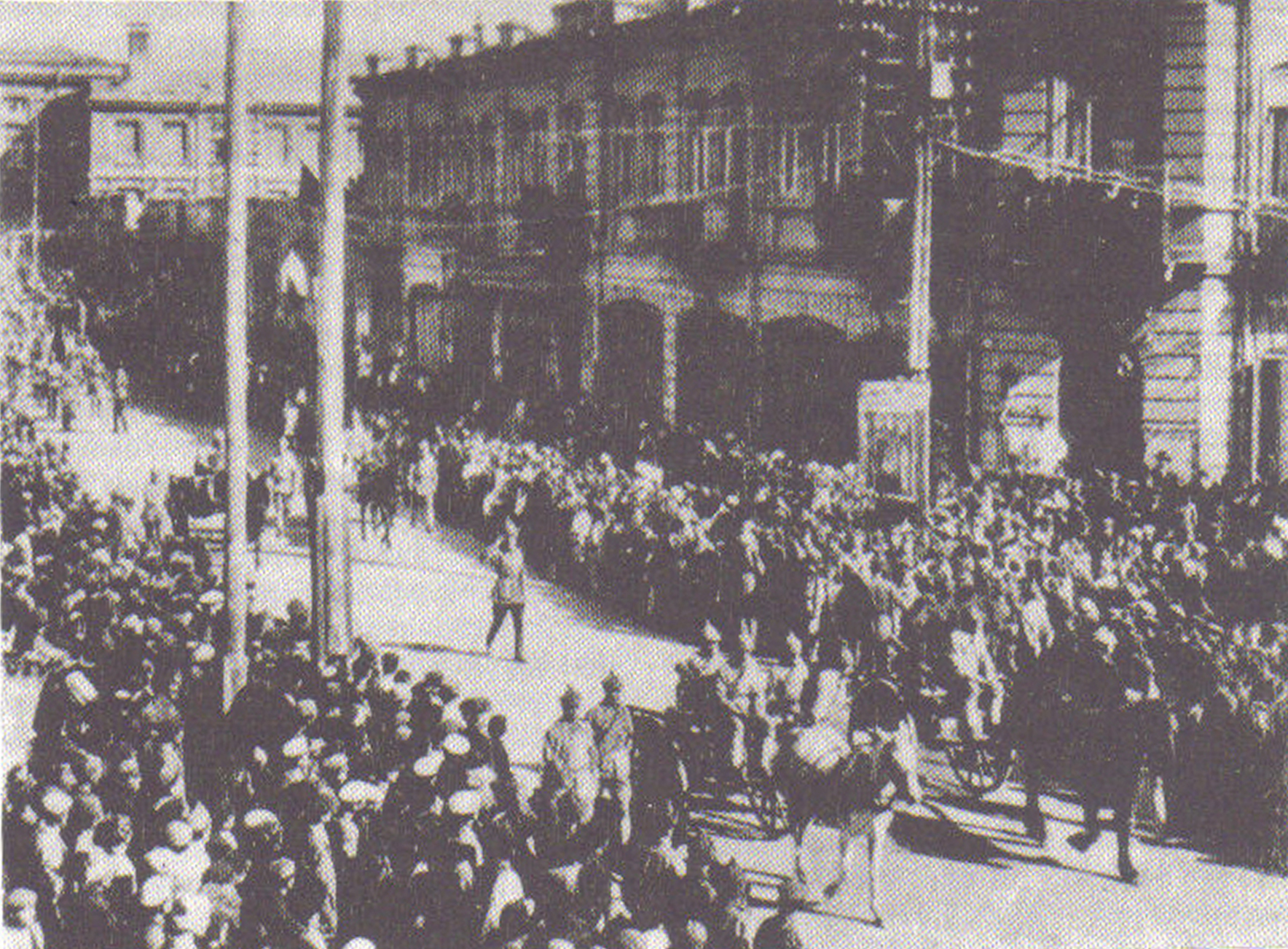
11e armée soviétique entrant dans Erevan en 1920.

Le 27 avril 1920, le gouvernement d'Azerbaïdjan reçu une information de Moscou selon laquelle l'armée soviétique se préparait à envahir la république d'Azerbaïdjan. À l'ouest, les Arméniens occupaient de grandes parties du territoire azerbaïdjanais. À l'est, les communistes se rebellaient contre le gouvernement de Bakou et au nord, les unités soviétiques avançaient rapidement après avoir battu les armées blanches de Dénikine. La république d'Azerbaïdjan se rendit aux Soviétiques mais de nombreux miliciens continuèrent de résister et il fallut plusieurs mois pour stabiliser la RSS d'Azerbaïdjan. La république d'Arménie capitula le 4 décembre et la RSS d'Arménie fut proclamée et le 25 février 1921, l'Armée rouge envahit la Géorgie.
Le 23 octobre 1921, le traité de Kars mit fin aux hostilités. En décembre 1923, l'URSS fut créée à partir des RSS d'Ukraine, de Biélorussie, de Russie et de Transcaucasie qui regroupait la Géorgie, l'Arménie et l'Azerbaïdjan.

### Sources
- Strachan, Hew (2003). The First World War, p. 109-112. Viking (Published by the Penguin Group) (1914 operations)
- Falls, Cyril (1960). The Great War p. 158-160. (covers 1915 fighting)
- Pollard, A. F. (1920). A Short History of the Great War (chapter 10). (covers 1916 fighting)
- Fromkin, David (1989). A Peace to End All Peace, p. 351-355. Avon Books. (covers 1918 operations)
- Harutyunian, The 1918 Turkish aggression in Transcaucasus, Erevan, 1985. (covers conquest of Armenia, 1918)
- Russian Campaign in Turkey